# Rómulo Roux

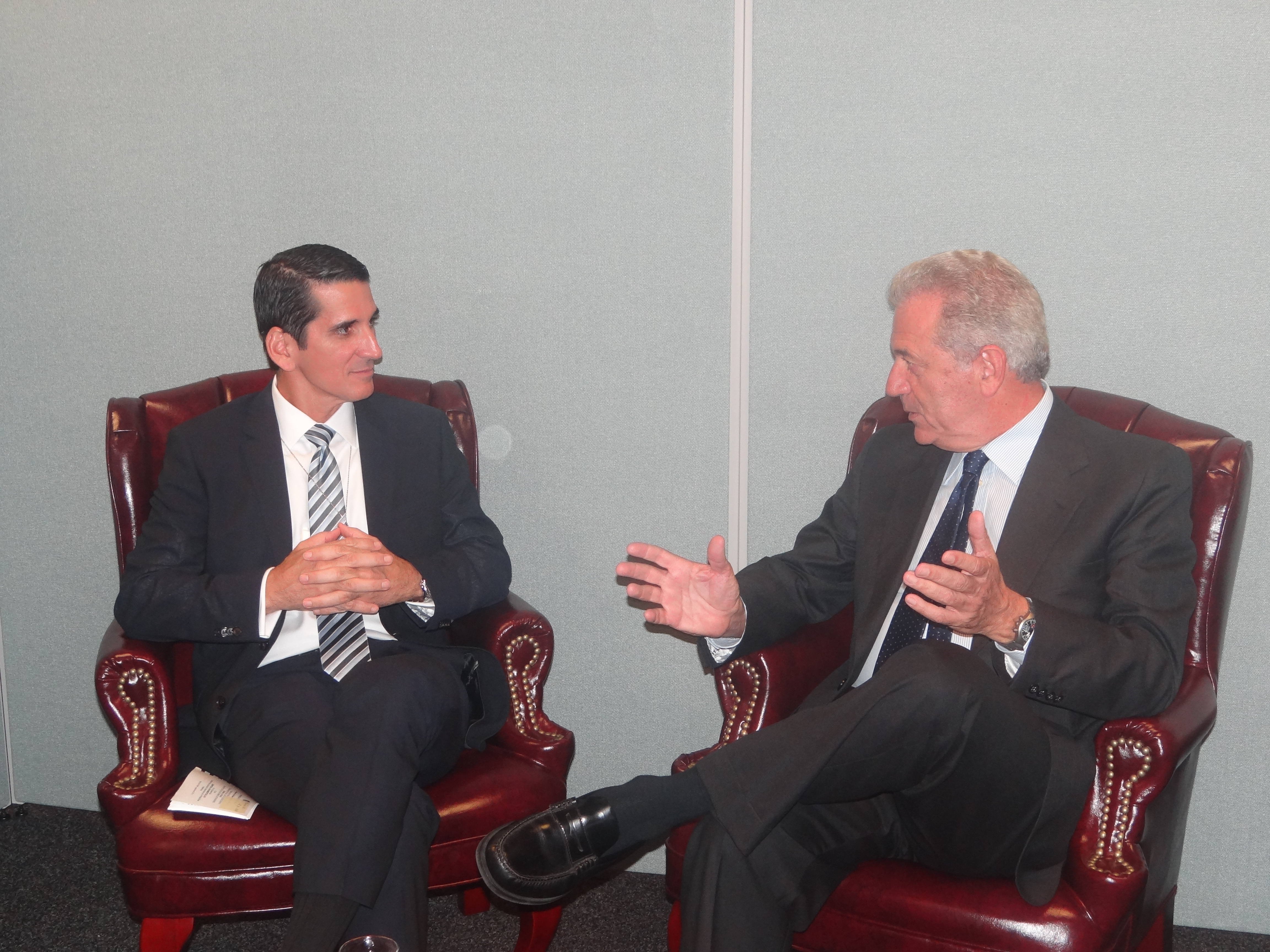
Rómulo Roux (izq.), como ministro de Exteriores, reunido con el ministro de Exteriores griego Dimitris Avramópulos (der.) en septiembre de 2012.

Rómulo Alberto Roux Moses (Ciudad de Panamá, 8 de enero de 1965) es un abogado y político panameño, expresidente del partido Cambio Democrático desde enero de 2018 hasta octubre de 2024. Fue candidato presidencial de dicho partido en las  elecciones generales de 2019. y en las Elecciones generales de Panamá de 2024 por Alianza política de su partido y el Partido Panameñista.

## Primeros años
Nació en Ciudad de Panamá el 8 de enero de 1965, siendo hijo de Ramón Roux, un panameño y de la estadounidense Manuelita Moses, que vivió en la Zona del Canal de Panamá.
Durante su juventud cursó estudios secundarios en el Colegio Javier, y tomó estudios universitarios en el Babson College en Boston donde obtuvo el título de Bachelor of Science en 1986 y posteriormente en la Universidad de Miami donde obtuvo el doctorado en Leyes con la distinción cum laude. También obtuvo una maestría en Derecho Mercantil en la Universidad Santa María la Antigua y un máster en Administración de Empresas de la Universidad de Northwestern en Estados Unidos.
Desde 1994 hasta 2009 trabajó como abogado en la firma Morgan & Morgan,    en donde representó a clientes del sector público y privado, en diversos temas legales. Bajo su supervisión, la firma asesoró a clientes en la gestión de transacciones, muchas de ellas de carácter transfronterizo. Se desempeñó como representante para el financiamiento de proyectos, así como en operaciones de banca y telecomunicaciones, representando a instituciones que participaron en proyectos como la ampliación del Canal de Panamá.

## Carrera política
Durante el gobierno de Ricardo Martinelli  fue presidente de la 
Junta Directiva de la Autoridad del Canal de Panamá. Posteriormente fungió como ministro de Asuntos del Canal (2009-2012). En el 2012 asumió la presidencia del Comité para la Transformación del Sector Agua Potable y Saneamiento. Posteriormente asumió el cargo de ministro de Relaciones Exteriores (2012-2013). En 2013, renunció para postularse como precandidato presidencial en el partido Cambio Democrático pero fue superado por José Domingo Arias.
Luego de las elecciones primarias de mayo de 2013, Martinelli le ofreció a Roux el cargo de Secretario General del partido, que se encontraba vacante. Posteriormente, en marzo de 2015, Martinelli designó a Roux como presidente encargado del partido, debido a que Martinelli se encontraba autoexiliado en los Estados Unidos. El 21 de enero de 2018, Roux ganó las elecciones como presidente del partido, desplazando a Martinelli quien mantenía el liderazgo de Cambio Democrático desde su fundación en 1998.
Posteriormente, se postuló nuevamente como precandidato presidencial en las primarias de Cambio Democrático el 12 de agosto de 2018, superando a su rival el exministro José Raúl Mulino, y convirtiéndose en el abanderado del partido con miras a las elecciones generales de 2019.
El 16 de agosto de 2018 fue vencedor de las primarias del partido, obteniendo 68 129 votos (67,5% del total), y se convierte en el candidato presidencial.
A finales de diciembre de 2018, Roux recibe el apoyo del Partido Alianza, conformado por antiguos miembros disidentes del CD y cuyo candidato presidencial José Domingo Arias había renunciado. Se conformó una alianza entre ambos partidos, teniendo a Rómulo Roux como el candidato presidencial de la alianza "Un cambio para despertar". No obstante, en las elecciones presidenciales fue superado por Laurentino Cortizo del PRD.
En las elecciones primarias del Partido Cambio Democrático, celebradas el domingo 9 de julio de 2023, Roux se enfrentó a una ajustada contienda por la nominación presidencial del partido contra Yanibel Ábrego, ex-presidenta de la Asamblea Nacional y aliada de Ricardo Martinelli dentro del partido, en las que sale ganador.  Posteriormente el 16 de septiembre de 2023, El candidato presidencial del Partido Panameñista, José Isabel Blandón, declina su candidatura y endosa a Rómulo Roux como candidato, convirtiéndose en su compañero de fórmula y forma la Alianza Política  Por un Panamá Mejor, Lo Bueno Viene.En las Elecciones generales de Panamá de 2024 queda de cuarto lugar atras de Martin Torrijos, Ricardo Lombana y José Raúl Mulino
El 27 de octubre de 2024 deja el cargo de Presidente de Cambio Democrático y es reemplazado por La exdiputada Yanibel Ábrego.